# Малая Кавендра
Малая Кавендра — село в Наровчатском районе Пензенской области. Входит в Скановский сельсовет.
Расположено на правом берегу Мокши в 5 км к юго-востоку от Наровчата и в 110 км к северо-западу от Пензы.

## История
Основано в 1680 году на Старой Кавендровской пустоши солдатами Выборного полка Намаковым Зиновием с товарищами численностью 7 человек. По переписи 1710 в селе 10 дворов. В 1877 имелись круподранка, хлебный и питейный магазины. На средства казны на Мокше построена водяная мельница. По подворной переписи 1910 в селе 120 дворов. C1918 по 1931 — центр Малокавендровского сельского совета. С 1931 по 1960 центр Александровского сельского совета. До 1990-х село являлось отделением совхоза «Наровчатский». В селе до 1990-х была школа. В 2 км от села — источник святителя Николая Чудотворца.

## Население
| 2010 |
| ---- |
| 66   |

| 2004 | 2010 | 2014 | 2016 |
| ---- | ---- | ---- | ---- |
| 87   | 61   | 53   | 60   |